# Arrondissement di Haguenau-Wissembourg
L'arrondissement di Haguenau-Wissembourg è una suddivisione amministrativa francese, situata nel dipartimento del Basso Reno e nella regione del Grand Est. Nacque il 1º gennaio 2015 dall'arrondissement di Haguenau e da quello di Wissembourg.

## Composizione
L'arrondissement di Haguenau-Wissembourg raggruppa 141 comuni in 5 cantoni:
- cantone di Bischwiller
- cantone di Brumath
- cantone di Haguenau
- cantone di Niederbronn-les-Bains
- cantone di Wissembourg.